# Now & Then
Now & Then – piąty studyjny album w dyskografii duetu The Carpenters. Ukazał się nakładem wytwórni A&M Records 16 maja 1973 r. pod numerem katalogowym SP 3519. Zawiera m.in. takie przeboje jak: „Sing”, „Yesterday Once More” i cover przeboju Hanka Williamsa „Jambalaya (On the Bayou)”. W podsumowaniu listy najlepszych albumów za rok 1973 w USA według magazynu Billboard uplasował się na 51 pozycji. W samych Stanach Zjednoczonych rozszedł się w nakładzie ponad 2 mln egzemplarzy uzyskując status podwójnie platynowej płyty. Album ten zapoczątkował ogromną popularność duetu w Japonii, gdzie sprzedany został w nakładzie 514 tys. egzemplarzy. Rozkładana, trzyczęściowa okładka albumu przedstawia Richarda i Karen w samochodzie Ferrari Daytona na tle ich domu rodzinnego w Downey (Kalifornia) przy Newville Avenue.

## Lista utworów[4]
Strona A
1. „Sing” (Joe Raposo) – 3:20
2. „This Masquerade” (Leon Russell) – 4:50
3. „Heather” (Johnny Pearson) – 2:47
4. „Jambalaya (On the Bayou)” (Hank Williams) – 3:40
5. „I Can’t Make Music” (Randy Edelman) – 3:17

Strona B
1. „Yesterday Once More” (John Bettis, Richard Carpenter) – 3:50
2. „Medley” – 18:05
  1. „Fun, Fun, Fun” (Brian Wilson, Mike Love) – 1:32
  2. „The End of the World” (Arthur Kent, Sylvia Dee) – 2:25
  3. „Da Doo Ron Ron (When He Walked Me Home)” (Ellie Greenwich, Jeff Barry, Phil Spector) – 1:43
  4. „Dead Man’s Curve” (Jan Berry, Roger Christian, Brian Wilson, Artie Kornfeld) – 1:40
  5. „Johnny Angel” (Lyn Duddy, Lee Pockriss) – 1:30
  6. „The Night Has a Thousand Eyes” (Benjamin Weisman, Dorothy Wayne, Marilynn Garrett) – 1:45
  7. „Our Day Will Come” (Bob Hilliard, Mort Garson) – 2:00
  8. „One Fine Day” (Carole King, Gerry Goffin) – 1:40
3. „Yesterday Once More (reprise)” – 0:58

## Twórcy
- Richard Carpenter – instrumenty klawiszowe, wokal i chórki
- Karen Carpenter – perkusja (oprócz na „Jambalaya”), wokal i chórki
- Hal Blaine – perkusja na „Jambalaya”
- Joe Osborn – gitara basowa
- Bob Messenger – flet, saksofon tenorowy
- Doug Strawn – saksofon barytonowy
- Tony Peluso – gitara prowadząca, gitara rytmiczna, głos DJ-a na wiązance przebojów
- Gary Sims – gitara rytmiczna
- Buddy Emmons – gitara hawajska
- Jay Dee Maness – gitara hawajska
- Earl Dumler – obój, rożek angielski
- The Jimmy Joyce Children’s Chorus – chórki na „Sing”
- Tom Scott – rekorder
- Ron Gorow – specjalne podziękowania

- Producenci: Richard i Carpenter
- Aranżacja i orkiestracja: Richard Carpenter
- Inżynier dźwięku: Ray Gerhardt, asystent: Roger Young
- Inżynier masteringu: Bernie Grundman
- Kierownictwo artystyczne: Roland Young
- Zdjęcia (okładka frontowa): Jim McCrary
- Ilustracje: Design Maru (okładka frontowa); Len Freas (okładka wewnętrzna)

## Single

### Sing
- Singiel 7” wydany w USA w 1973 przez A&M Records – (A&M 1413)

1. „Sing”
2. „Druscilla Penny”

- Singiel 7” wydany w Japonii w 1973 przez A&M Records – (AM-175)

1. „Sing”
2. „I Won’t Last a Day Without You”

### Yesterday Once More
- Singiel 7” wydany w USA w 1973 przez A&M Records – (A&M 1446)

1. „Yesterday Once More”
2. „Road Ode”

- Singiel promocyjny 7” wydany w Wielkiej Brytanii w 1973 przez A&M Records – (AM1446)

1. „Yesterday Once More”
2. „Road Ode”

- Singiel 7” wydany w Japonii w 1973 przez A&M Records – (AM-200)

1. „Yesterday Once More”
2. „Road Ode”

- Singiel 7” wydany w Japonii w 1973 przez A&M Records – (AMP-780)

1. „Yesterday Once More”
2. „Sing”

- Singiel 7” wydany w Japonii w 1973 przez A&M Records – (OH-134)

1. „Yesterday Once More”
2. „Superstar”
3. „Top of the World”
4. „Jambalaya (On the Bayou)”

- Singiel 7” wydany w Meksyku w 1973 przez A&M Records – (SP-125)

1. „Yesterday Once More”
2. „Road Ode”

- Singiel 7” wydany w Japonii w 1978 przez A&M Records – (CML3)

1. „Yesterday Once More”
2. „Please Mr. Postman”

### Jambalaya (On the Bayou)
- Singiel 7” wydany w Wielkiej Brytanii w 1973 przez A&M Records – (AMS7098)

1. „Jambalaya (On the Bayou)” – 3:40
2. „Mr. Guder” – 3:17

- Singiel 7” wydany w Japonii w 1973 przez A&M Records – (AM-201)

1. „Jambalaya (On the Bayou)”
2. „Heather”

### This Masquerade
- Singiel 7” wydany w Meksyku w 1973 przez A&M Records – (SP-133)

1. „This Masquerade”
2. „Top of the World”

## EPs

### Now & Then
- Singiel promocyjny 7” wydany w USA w 1973 przez A&M Records – (A&M LLP 222)

1. „Oldies Medley” (part one)
2. „Oldies Medley” (part two)